# Sérgio Porto
Sérgio Marcus Rangel Porto, mais conhecido pelo pseudônimo Stanislaw Ponte Preta (Rio de Janeiro, 11 de janeiro de 1923 — Rio de Janeiro, 30 de setembro de 1968), foi um cronista, escritor, radialista, comentarista, teatrólogo, jornalista, humorista, e compositor brasileiro.

## Biografia
Sérgio foi funcionário do Banco do Brasil e, começou sua carreira jornalística no final da década de 1940, atuando em publicações como as revistas Sombra e Manchete, os jornais Última Hora, Tribuna da Imprensa e Diário Carioca. Nesse mesmo período Tomás Santa Rosa também atuava em vários jornais e boletins como ilustrador. Assim surgiu o personagem Stanislaw Ponte Preta e suas crônicas satíricas e críticas, uma criação de Sérgio juntamente com Santa Rosa - o primeiro ilustrador do personagem -, inspirado no personagem Serafim Ponte Grande de Oswald de Andrade. Porto também contribuiu com publicações sobre música e escreveu shows musicais para boates, além de compor a música "Samba do Crioulo Doido" para o teatro rebolado.
Foi também o criador e produtor do concurso de beleza As Certinhas do Lalau, onde figuravam vedetes de primeira grandeza, como Anilza Leoni, Diana Morel, Rose Rondelli, Maria Pompeo, Irma Alvarez e muitas outras.
Conhecedor de Música Popular Brasileira e jazz, ele definia a verdadeira MPB pela sigla MPBB - Música Popular Bem Brasileira. Era boêmio, de um admirável senso de humor e apesar de sua aparência de homem sisudo, escondia um intelectual peculiar capaz de fazer piadas corrosivas contra a ditadura militar e o moralismo social vigente, que fazem parte do FEBEAPÁ - Festival de Besteiras que Assola o País, uma de suas maiores criações.

### FEBEAPÁ
O FEBEAPÁ - Festival de Besteiras que Assola o País tinha como característica simular as notas jornalísticas, parecendo noticiário sério. Era uma forma de criticar a repressão militar já presente nos primeiros Atos Institucionais (que tinham a sugestiva sigla de AI). Um deles noticiou a decisão da ditadura militar de mandar prender o autor grego Sófocles, que morrera havia séculos, por causa do conteúdo subversivo de uma peça encenada na ocasião.
Satirizando o colunista Jacinto de Thormes (pseudônimo de Maneco Muller), Porto, na pele de Stanislaw, criou uma seção chamada "As Certinhas do Lalau", onde cada edição falava de uma musa da temporada, e muitas vedetes e atrizes foram eleitas "certinhas" pela pena do jornalista.
Alcançou a fama por seu senso de humor refinado e a crítica mordaz aos costumes nos livros Tia Zulmira e Eu e FEBEAPÁ. Sua jornada diária nunca era inferior a 15 horas de trabalho. Escrevia para o rádio, para a TV, onde chegou a apresentar programas, e também para revistas e jornais, além de idealizar seus livros, mas o excesso de obrigações seria demais para o cardíaco Sérgio Porto, que morreu de infarto aos 45 anos de idade.

### Morte
O senso de humor prevaleceu até o último instante de vida; momentos antes de falecer disse à empregada: Tunica, estou apagando. Vira o rosto prá lá que não quero ver mulher chorando perto de mim.

Porto não viveu para presenciar o Ato Institucional Número Cinco, mas em sua memória um grupo de jornalistas e intelectuais fundou o semanário O Pasquim em 1969.

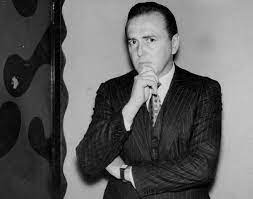
Sérgio Marcus Rangel Porto, o Stanislaw.

## Obras publicadas

### Como Stanislaw Ponte Preta
- Tia Zulmira e Eu (1961)
- Primo Altamirando e Elas (1962)
- Rosamundo e os Outros (1963)
- Garoto Linha Dura (1964)
- Febeapá - Festival de Besteiras Que Assola o País (1966)
- Febeapá 2 (Segundo Festival de Besteiras Que Assola o Pais) (1967)
- Na Terra do Crioulo Doido (1968)
- Febeapá 3 (1968)
- A Máquina de Fazer Doido (1968)

### Como Sérgio Porto
Com seu próprio nome o autor publicou apenas quatro obras:
- Pequena História do Jazz, (1953)
- O Homem ao Lado (1958)
- A Casa Demolida (reedição, com acréscimos, de O Homem ao Lado 1963)
- As Cariocas (1967)